# عجعجة
العجعجة ظاهرة صوتية قديمة تنسب إلى قضاعة وهي إبدال الياء المشددة أو الساكنة جيمًا، فيقال في تَمِيْمِيّ تَمِيْمِجّ، وفي العَشِيّ العَشِجّ، وفي رَاعِيْ رَاعِجّ. وقد سهل إبدال الياء بالجيم اتحادهم في المخرج وهو الغار وكونهما مجهورين والفارق بينهما أن الجيم انفجاري احتكاكي والياء لينة. لذا نجد عكس هذه الظاهرة وهو إبدال الجيم ياء فيقال صهريّ بدل صهريج، وهذه هي اليأيأة. في هذا العصر، ترد هذه الظاهرة الصوتيّة في لهجات بادية حسمى، التي كانت موطن قضاعة، بأمثلة قليلة من مثل: أبوي أبويج.